# Növénytelepítés tervezése

## Növénytelepítés tervezése
A növények kiültetésének tervezése része a kerttervezésnek, de itt máson van a hangsúly és más a megközelítés. Ez a munka tervezői döntéseket igényel, magas szintű kertészeti, ökológiai és kulturális ismeretekkel. A növényzet elrendezésének két fő megjelenési formája van: a formális, avagy mértani növénytelepítés és a természetes hatású, avagy tájképi növénytelepítés.

## A növénytelepítés tervezés története
A növénytelepítés története a kertészkedés és a kerttervezés történetének tartozéka. A régi kertekben a növénytelepítés általában többféle kiültetésből állt: orvosi célból ültetett gyógynövényekből, fogyasztásra szánt zöldségekből és díszítésként ültetett virágokból. A pusztán esztétikai célzattal ültetett telepítések a reneszánsz után terjedtek el, és a késő reneszánsz festményeken és alaprajzokon már megfigyelhetők. A kiültetés formája geometrikus volt és a növényeket úgy ültették ki, hogy azok ismétlődő mintákat alkottak. Keleten a természetet utánzó növénytelepítés Kínában már Kr.e. 200 körül megjelent. Nyugaton a növények természetes hatású csoportokba rendezése a tájképi kert stílussal párhuzamosan alakult ki és festői összhatásra törekedett.

## A növénykiültetési terv
A növénykiültetési terv konkrét útmutatást ad arról, hogy hogyan kell a talajt az ültetéshez előkészíteni, hova és milyen növényfajokat kell kiültetni, milyen méretű növényeket és milyen ültetési tőtávolságot kell használni, valamint, hogy a kivitelezés után milyen fenntartási munkák szükségesek. Magánkertek tulajdonosai nemcsak kiültetési célból használhatnak növénytelepítési terveket, de tervezési ötletek szerzésére, és a kiültetett növényanyag nyilvántartására is. A növénytelepítési stratégia a tervezés hosszú távú stratégiája, amely különböző típusú vegetációk telepítésével és fenntartásával foglalkozik a kertben vagy a tájban.

## Kertészeti kivitelezés
A növénytelepítést a kert tulajdonosa, közvetlenül alkalmazott kertészek, vagy egy kertépítő cég végezheti. A kertépítő kivitelezők a kert- vagy környezettervező által készített tervek és kiírások alapján dolgoznak.